# مردیت ایتون
مردیت ایتون (به انگلیسی: Meredith Eaton) (زاده ۲۶ اوت ۱۹۷۴) بازیگر آمریکایی است.
او در فیلم تلاش سخت بازی کرده‌است.